# Pohlia andalusica
Pohlia andalusica là một loài Rêu trong họ Bryaceae. Loài này được (Höhn.) Broth. miêu tả khoa học đầu tiên năm 1903.